# Pierre Loisel
Pierre Loisel (ur. 6 marca 1998) – francuski florecista, brązowy medalista mistrzostw świata. 
W 2018 roku zdobył srebro drużynowo na mistrzostwach świata juniorów w Weronie.
Podczas mistrzostw świata w Kairze w 2022 roku Francuzi w składzie: Maximilien Chastanet, Enzo Lefort, Pierre Loisel i Alexandre Sido zdobyli brązowy medal w zawodach drużynowych. W turnieju indywidualnym zajął tam 27. miejsce.
Zdobył również srebro drużynowo na mistrzostwach Europy w Antalyi w 2022 roku.